# Manoir de la Vigne (Le Mesnil-sous-Jumièges)
Pour les articles homonymes, voir Manoir de la Vigne (Languidic) et Manoir de la Vigne (Matignon).
Le manoir de la Vigne est un édifice situé sur la commune de Le Mesnil-sous-Jumièges, en Seine-Maritime, en France. Il fait l’objet d’une inscription et d'un classement au titre des monuments historiques depuis 1993.

## Localisation
Le manoir est situé dans la commune du Mesnil-sous-Jumièges, 544, route du Manoir.

## Historique
Le manoir, dont la porterie est conservée, est daté du XIIIe siècle ou du premier quart du XIVe siècle. La chapelle est datée du XIVe siècle. Il est possédé au XVe siècle par l'abbaye de Jumièges.
L'édifice est fortifié à la fin du XIVe siècle et au début du XVe siècle, dans le contexte d'insécurité lié à la guerre de Cent Ans.
Agnès Sorel, maîtresse de Charles VII, y meurt en couches en février 1450.

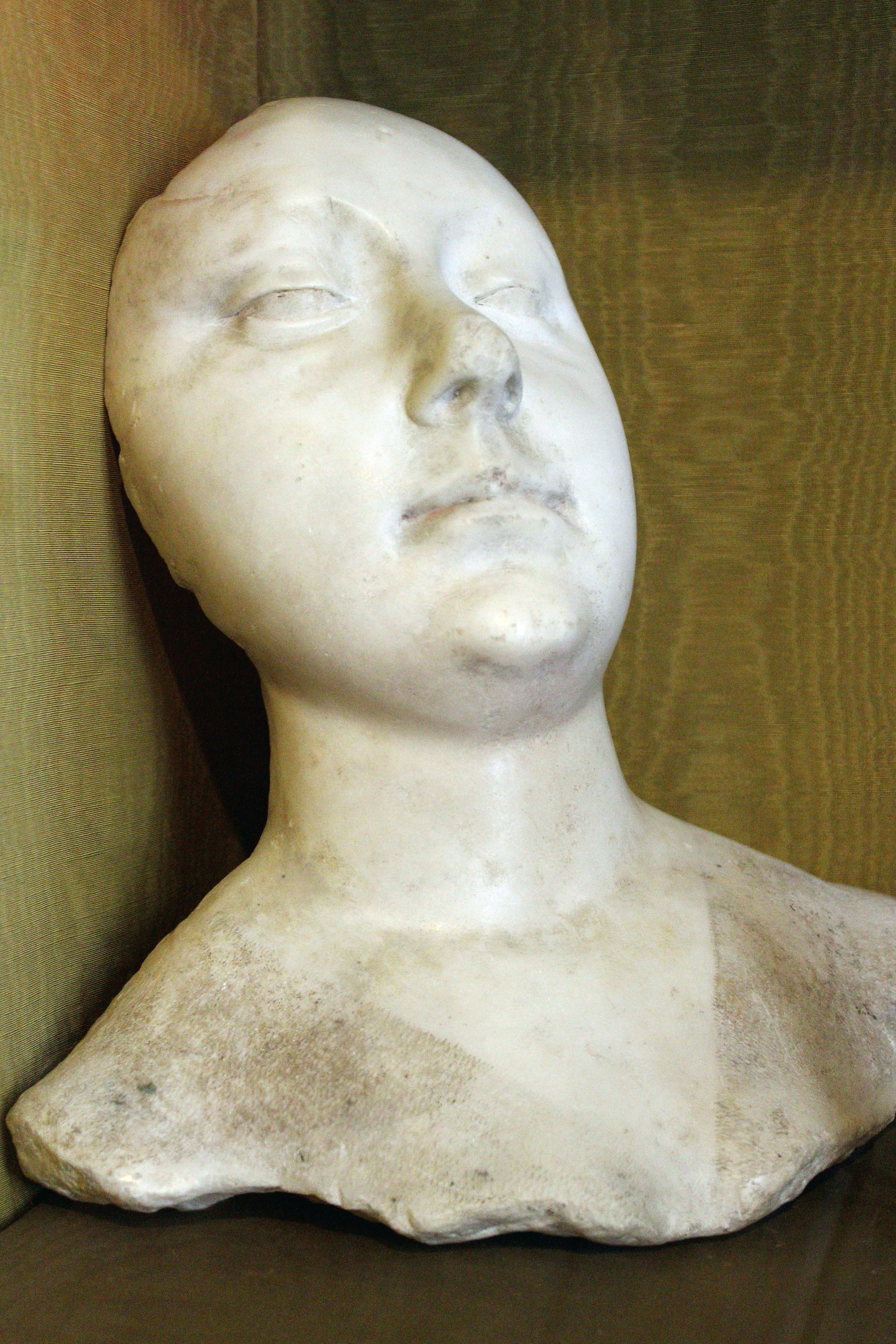
Sculpture de marbre blanc d’après le masque mortuaire d'Agnès Sorel conservé à l'hôtel Lallemant à Bourges.

## Description
Le manoir est construit en pierres.
Le logis possède des portes ogivales.
Des peintures murales du XIVe siècle ont été découvertes dans le logis et la chapelle.

## Protection
Le monument est inscrit au titre des monuments historiques depuis le 9 novembre 1977. Le bâti et le sol font l'objet d'un classement en date du 17 décembre 1993 et d'une inscription en date du 16 juin 1993.